# 아드리아노 루즈
아드리아노 루즈(Adriano Luz, 1959년 4월 9일 ~ )는 포르투갈의 배우, 텔레비전 배우이다.
포르투에서 태어났다.

## 영화
- 존 프롬 (2015년)
- 포스 프리싱크트 (2013년)
- 리스본행 야간열차 (2013년) - 멘데즈 역
- 내일? (2012년)
- 리스본의 미스터리 (2010년)
- Um Dia Frio (2009년)
- 배드 블러드 (2006년)